# 織田信大

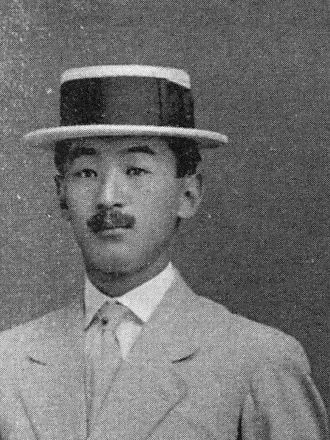
織田信大（1913年）

織田 信大（おだ のぶひろ、明治21年（1888年）7月28日 - 昭和39年（1964年）1月8日）は、明治期から昭和期の華族。位階は正四位、爵位は子爵。主な役職は巧芸社常務理事など。

## 生涯
明治21年（1888年）7月28日、旧丹波柏原藩主・織田信親の次男として誕生した。明治34年（1901年）7月、学習院初等学科を卒業。大正5年（1916年）、東京美術学校洋画科を卒業。その後、美術図書出版会社の巧芸社に入社し、常務理事などを務める。昭和2年（1927年）12月28日、父信親の死去により家督を相続し、子爵となる。昭和39年（1964年）1月8日死去。昭和2年から昭和3年にかけて『明治大正名作大観』（西洋画・日本画上下・彫刻の全4冊）を編集し、出版している。

## 親族
織田信和ら1男2女あり。孫に織田孝一がいる。
| 日本の爵位    | 日本の爵位                               | 日本の爵位        |
| ------------- | ---------------------------------------- | ----------------- |
| 先代 織田信親 | 子爵 （柏原）織田家第2代 1927年 - 1947年 | 次代 華族制度廃止 |